# Apareiodon ibitiensis
Apareiodon ibitiensis is een straalvinnige vissensoort uit de familie van de rotszalmen (Parodontidae). De wetenschappelijke naam van de soort is voor het eerst geldig gepubliceerd in 1944 door Amaral Campos.